# Fingal (Dakota del Nord)
Fingal és una població dels Estats Units a l'estat de Dakota del Nord. Segons el cens del 2000 tenia 133 habitants.

## Demografia
Segons el cens del 2000, Fingal tenia 133 habitants, 51 habitatges, i 36 famílies. La densitat de població era de 128,4 hab./km².
Dels 51 habitatges en un 31,4% hi vivien nens de menys de 18 anys, en un 56,9% hi vivien parelles casades, en un 13,7% dones solteres, i en un 27,5% no eren unitats familiars. En el 25,5% dels habitatges hi vivien persones soles el 19,6% de les quals corresponia a persones de 65 anys o més que vivien soles. El nombre mitjà de persones vivint en cada habitatge era de 2,61 i el nombre mitjà de persones que vivien en cada família era de 3,16.
Per edats la població es repartia de la següent manera: un 30,1% tenia menys de 18 anys, un 5,3% entre 18 i 24, un 26,3% entre 25 i 44, un 15,8% de 45 a 60 i un 22,6% 65 anys o més.
L'edat mediana era de 34 anys. Per cada 100 dones de 18 o més anys hi havia 93,8 homes.
La renda mediana per habitatge era de 35.875 $ i la renda mediana per família de 36.750 $. Els homes tenien una renda mediana de 27.188 $ mentre que les dones 22.500 $. La renda per capita de la població era de 13.903 $. Entorn del 2,3% de les famílies i el 4,2% de la població estaven per davall del llindar de pobresa.

## Poblacions més properes
El següent diagrama mostra les poblacions més properes.